# 普古彝族苗族乡
普古彝族苗族乡是中华人民共和国贵州省六盤水市盘州市下辖的一个民族乡。

## 行政区划
普古彝族苗族乡下辖以下村级行政区划单位：
厂上村、嘎木村、舍烹村、卧落村、天桥村、新寨村、播秋村、水坝村、王家寨村、坡脚村、陈家寨村、普古村、勒米村、哈麻朱克村、信兴村、云山村、坪坝村、塘边村和七宜克村。